# Incheon Nonhyeon (métro de Séoul)
Incheon Nonhyeon (hangeul : 인천논현 ; hanja : 仁川論峴) est une station de passage de la ligne Suin–Bundang du métro de Séoul. Elle est située au 567 Cheongneung-daero,, dans l'arrondissement Namdong-gu sur le territoire de la ville métropolitaines Incheon, au sud-ouest de Séoul, en Corée du Sud.
Ouverte en 2012, la station est desservie par les rames omnibus et express qui circulent sur la ligne Suin–Bundang.

## Situation sur le réseau

Plan du réseau (2023)

Établie en aérien, la station Incheon Nonhyeon est une station de passage de la ligne Suin–Bundang du métro de Séoul. : elle est située entre la station Soraepogu, en direction du terminus nord Cheongnyangni, et la station Hogupo, en direction du terminus ouest Incheon.